# Nintendo optical disc
Nintendo optical disc, оптический диск Nintendo — формат оптических дисков, используемых в игровых приставках компании Nintendo — Nintendo GameCube, Wii и Wii U.
Все форматы дисков, используемые Nintendo — проприетарные, но весьма близкие к существующим стандартам — Mini-DVD, DVD, Blu-ray Disc. Существенное отличие состоит в том, что в области «burst cutting area» (BCA), расположенной на внутреннем круге поверхности диска, YAG-лазером нанесена метка в виде штрихкода. Эта метка содержит таблицу шифрования, которая используется аппаратным механизмом защиты от копирования. Метка в области BCA видна невооружённым глазом.
В 2017 году Nintendo отказалась от дисковых носителей в пользу карт памяти (Nintendo game card) для преемницы Wii U — Nintendo Switch, хотя ещё несколько лет продолжала лицензировать некоторые из выпущенных игр на физическом носителе для Wii и Wii U, последней из которых стал порт Shakedown: Hawaii на обе консоли летом 2020 года.

## Nintendo GameCube Game Disc
Nintendo GameCube Game Disc (DOL-006) — носитель данных для Nintendo GameCube, созданный Matsushita (Panasonic). Диск имеет диаметр 8 см, ёмкость в 1,5 ГБ и основан на стандарте Mini-DVD. Этот формат был выбран с тем, чтобы предотвратить нелегальное копирование игр и для уменьшения цены. Возможность проигрывания DVD-дисков не предоставлялась пользователю, так как для этого требовалось бы делать отчисления в размере около 20 долларов с каждого экземпляра консоли в пользу владельца патентов на проигрывание DVD — DVD Forum, что в итоге сделало бы продукт дороже для пользователей.
Недостатком диска была его относительно малая ёмкость. Некоторые игры, имеющие большой объём данных, приходилось размещать на двух дисках. Мультиплатформенные игры, выходившие также для PlayStation 2 или Xbox, иногда приходилось урезать для размещения на одном диске GameCube; для этого обычно уменьшали объём внутриигрового видео, сокращая его длительность и/или перекодируя его в худшем качестве.

## Wii Optical Disc
Wii Optical Disc (RVL-006) — физический носитель данных для Wii, разработанный Panasonic. В данном случае уже используется полноразмерный 12 см диск на основе стандарта DVD объёмом 4,7 или 8,54 ГБ. Все игры выходили на однослойных дисках, первой игрой на двухслойном диске стала Super Smash Bros. Brawl. После выхода этой игры Nintendo пришлось признать что из-за запыления линз лазера возникают проблемы чтения двухслойных дисков. Для решения проблемы в продажу был выпущен комплект для чистки привода.

## Wii U Optical Disc
Wii U Optical Disc (WUP-006) — носитель данных для Wii U, с максимальным объёмом данных 25 ГБ на слой. Формат разработан и выпускается Panasonic, как одним из основных владельцев патентов на технологию Blu-ray. Привод консоли вращает диск с постоянной угловой скоростью 5x, что позволяет читать данные со скоростью до 22 МБ/сек. В отличие от многих других подобных носителей, диск имеет не резкие, а закруглённые края.
Wii U по обратной совместимости также может считывать и запускать игры с дисков от Wii. Диски от GameCube не поддерживаются.